# Stemma della provincia autonoma di Trento
Lo stemma della provincia autonoma di Trento è costituito da uno scudo di color argento con l'aquila di San Venceslao, simbolo della città di Trento.

## Blasonatura

### Stemma
La stemma, riconosciuto dal d.p.r del 4 gennaio 1988, ha la seguente blasonatura:

### Gonfalone
La provincia dispone inoltre di un gonfalone, concesso con lo stesso decreto dello stemma, la cui blasonatura è:

## Galleria d'immagini

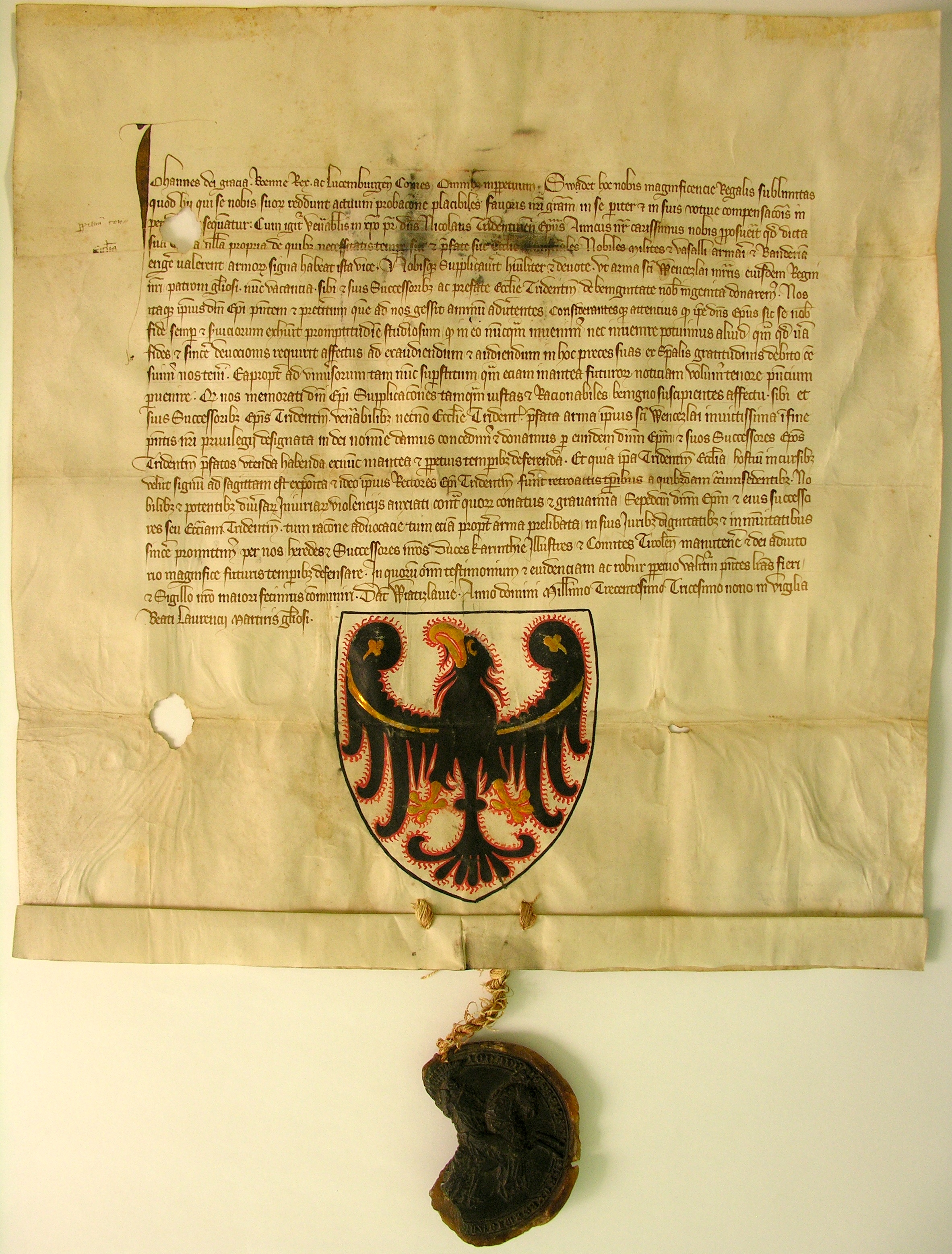
Giovanni I di Boemia, concede al principe vescovo Nicolò da Bruna, lo stemma d'armi del principato vescovile di Trento il 9 agosto 1339.
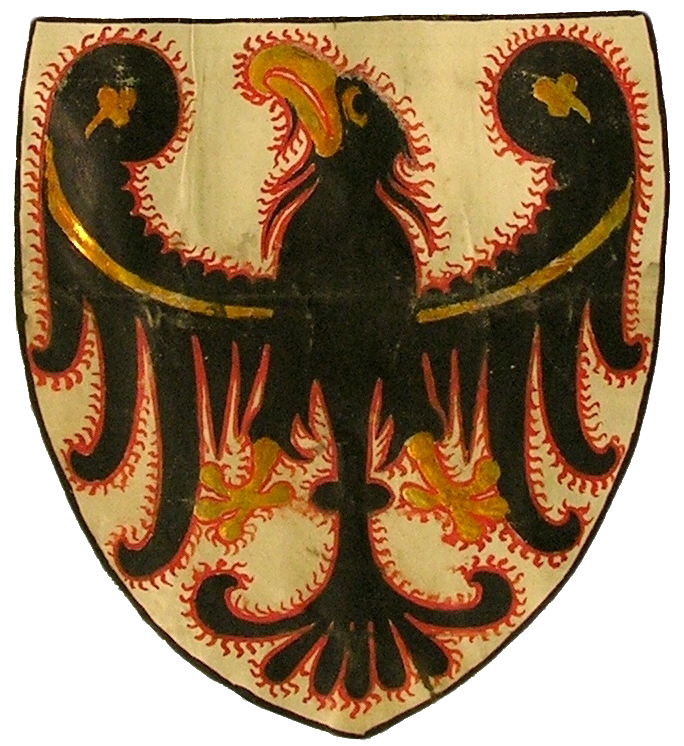
Stemma del 1339
Stemma in uso dal 1925 al 1948. L'aquila di San Venceslao poggiante sui tre passi di Resia, del Brennero e di Dobbiaco al capo di Savoia
Stemma in uso dal 1948 al 1988. Dallo stemma precedente fu rimosso il capo di Savoia
Stemma in uso dal 1988 che richiama quello del 1339
Gonfalone in uso dal 1988